# Krystian Paczków
Krystian Paczków (ur. 4 listopada 1989 we Wrocławiu) – zapaśnik stylu klasycznego WKS Śląsk Wrocław, reprezentant Polski w sumo, srebrny medalista Mistrzostw Świata w sumo juniorów w Estonii w 2006, dwukrotny wicemistrz Europy juniorów w sumo w 2006 i 2007, brązowy medalista Mistrzostw Europy młodzieżowców, Mistrz Polski juniorów, młodzieżowców i seniorów w sumo. 
Jako jedyny reprezentant Polski zdobył dwa medale indywidualnie w juniorach i młodzieżowcach w sumo na Mistrzostwach Europy w 2007 na Węgrzech. Uczeń Wyższej Szkoły Rehabilitacji we Wrocławiu. Hobby: sporty walki, muzyka, kultura Dalekiego Wschodu.
23 sierpnia 2009 zdobył tytuł Mistrza Europy młodzieżowców w sumo w kategorii 115 kg.
Syn Roberta Paczkowa, dwukrotnego zdobywcy tytułu Mistrza Świata w sumo.